# Список объектов всемирного наследия ЮНЕСКО в Афганистане
В списке объектов всемирного наследия ЮНЕСКО в Афганистане значится 2 наименования по культурным критериям, что составляет около 0,2 % от общего числа (1248 на 2025 год). Оба объекта занесены в список всемирного наследия, находящегося под угрозой. Кроме этого, по состоянию на 2010 год, 4 объекта на территории Афганистана находятся в числе кандидатов на включение в список всемирного наследия, из них 3 — по культурным критериям, 1 — по природным.

## Список
В данной таблице объекты расположены в порядке их добавления в список всемирного наследия ЮНЕСКО.
| # | Изображение | Название                                  | Местоположение    | Время создания | Год внесения в список | №     | Критерии           |
| - | ----------- | ----------------------------------------- | ----------------- | -------------- | --------------------- | ----- | ------------------ |
| 1 |             | Джамский минарет Minaret of Jam           | Провинция: Гор    | 1194           | 2002                  | № 211 | ii, iii, iv        |
| 2 |             | Бамианские статуи Будды Buddhas of Bamyan | Провинция: Бамиан | II век         | 2003                  | № 208 | i, ii, iii, iv, vi |

## Кандидаты в список
В таблице объекты расположены в порядке их добавления в предварительный список. В данном списке указаны объекты, предложенные правительством Афганистана в качестве кандидатов на занесение в список всемирного наследия.
| # | Изображение | Название                  | Местоположение    | Время создания   | Год внесения в список | №      |
| - | ----------- | ------------------------- | ----------------- | ---------------- | --------------------- | ------ |
| 1 |             | Герат Herat               | Провинция: Герат  | V век до н. э.   | 2004                  | № 1927 |
| 2 |             | Балх Balkh                | Провинция: Балх   | 2000 до н. э.    | 2004                  | № 1928 |
| 3 |             | Банде-Амир Band-e Amir    | Провинция: Бамиан | природный объект | 2004                  | № 1946 |
| 4 |             | Багх-е Бабур Bagh-e Babur | Город: Кабул      | природный объект | 2009                  | № 5469 |